# Birger Pedersen
Birger Pedersen (1º febbraio 1910 – 22 gennaio 1969) è stato un calciatore norvegese, di ruolo attaccante.

## Carriera

### Club
Pedersen vestì la maglia dello Hardy.

### Nazionale
Disputò 3 partite per la Norvegia, con 2 reti all'attivo. Esordì il 1º luglio 1934, andando anche in rete nel pareggio per 3-3 contro la Svezia.